# اور گیون

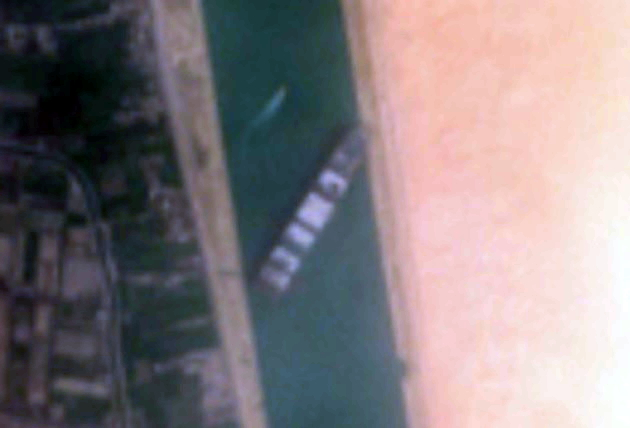
تصویر ماهواره ای از روز مسدود شده کانال سوئز

اور گیون (به انگلیسی: Ever Given) یک کشتی کانتینری گلدن کلس، در میان بزرگترین کشتی‌های کانتینری جهان است. این کشتی متعلق به Shoei Kisen Kaisha  (یک شرکت تابعه کشتی‌سازی و لیزینگ شرکت بزرگ کشتی‌سازی ژاپنی Imabari Shipbuilding) است. در پاناما ثبت‌شده و توسط شرکت مدیریت کشتی آلمان Bernhard Schulte Shipmanagement (BSM) از نظر فنی مدیریت‌می‌شود. در ۲۳ مارس ۲۰۲۱، هنگامی که کشتی از Tanjung Pelepas، مالزی به روتردام، هلند سفر‌می‌کرد، کشتی در کانال سوئز به گل نشست و کانال را بست.